# Rudabánya
Rudabánya là một thành phố thuộc hạt Borsod-Abaúj-Zemplén, Hungary. Thành phố này có diện tích 16,46 km², dân số năm 2010 là 2605 người, mật độ 158 người/km².